# Herczeg Klára-díj
A Herczeg Klára-díj névadója Herczeg Klára érem- és szobrászművész (Budapest, 1906. október 13. – Budapest, 1997. augusztus 6.). A díjat 1998-ban alapították.
Végrendeletét tiszteletben tartva a Fiatal Képzőművészek Stúdiója Egyesület gondozza azt a (pénzbeli támogatással járó) díjat, amelyet minden évben (1998-tól) két képzőművésznek adnak, egyet junior és egyet senior kategóriában. Egyúttal kettős kiállításra is alkalom nyílik a díj átadása alkalmából.

## Díjazottak
- 1998: Papp Oszkár – Wächter Dénes
- 1999: Lossonczy Tamás – Schneemeier Andrea
- 2000: Gyarmathy Tihamér – Király András
- 2001: Kaján Tibor – Benczúr Emese
- 2002: Major János – Kokesch Ádám
- 2003: Deim Pál – Szász György
- 2004: Lantos Ferenc – Galbovy Attila / Péli Barna
- 2005: Türk Péter – Lóránt Anikó
- 2006: Szikora Tamás – Tibor Zsolt
- 2007: St. Auby Tamás – Gróf Ferenc
- 2008: Körösényi Tamás – Mécs Miklós és Fischer Judit (SZAF)
- 2009: feLugossy László – Szörényi Beatrix
- 2010: Medve András – Horváth Tibor
- 2011: Szirtes András – Hatházi László András
- 2012: Baksa-Soós János – Csákány István
- 2013: Bodóczky István – Kerezsi Nemere
- 2014: Ladik Katalin – Szemző Zsófia
- 2015: Kemény György – Trapp Dominika
- 2016: Maurer Dóra – Gosztola Kitti
- 2017: Pinczehelyi Sándor - Ember Sári
- 2018: Berhidi Mária - Rudas Klára
- 2019: Csutak Magda – Dallos Ádám
- 2020: Jovánovics György – Kútvölgyi-Szabó Áron
- 2021: Várnai Gyula – Tranker Kata
- 2022: Csáky Marianne – Kristóf Gábor
- 2023: El-Hassan Róza – Petrányi Luca